# Жаклін Роуз
Жаклін Роуз, FBA, FRSL (1949, Лондон) — британська вчена, професорка гуманітарних наук в Інституті гуманітарних наук Біркбека.

## Життя і робота
Жаклін Роуз відома своєю роботою про зв'язок між психоаналізом, фемінізмом і літературою. Вона закінчила коледж Святої Хільди в Оксфорді та здобула вищий ступінь (maîtrise) у Сорбонні в Парижі. Вона здобула докторський ступінь у Лондонському університеті під керівництвом Френка Кермода. Її старшою сестрою була філософка Джилліан Роуз.
Книга Роуз «Альбертин», роман 2001 року, є феміністичною варіацією роману Марселя Пруста À la recherche du temps perdu.
Роуз найбільш відома своїм критичним дослідженням про життя та творчість американської поетеси Сільвії Плат «The Haunting of Sylvia Plath», опублікованою в 1991 році. У книзі Роуз пропонує постмодерністську феміністичну інтерпретацію творчості Плат і критикує чоловіка Плат Теда Г'юза та інших редакторів творів Плат. "Роуз описує ворожість, яку вона зазнала з боку Хьюза та його сестри (яка діє як літературний виконавець маєтку Плат), включаючи погрози, отримані від Хьюза щодо деяких аналізів Роуз вірша Плат «The Rabbit Catch». The Haunting of Sylvia Plath був схвалений критиками та підданий критиці Джанет Малькольм у її книзі «Мовчазна жінка: Сільвія Плат і Тед Г'юз».
Роуз є мовницею і співавторкою London Review of Books.
Стани фантазії Роуза (1996) надихнули композитора на подвійний концерт Мохаммеда Файруза з такою ж назвою.
У 2022 році Роуз була обрана членкинею Королівського літературного товариства.

## Критика Ізраїлю
Роуз різко критикує сіонізм, описуючи його як «[був] травматичним для євреїв, а також для палестинців». У тому ж інтерв'ю Роуз вказує на внутрішню критику сіонізму, висловлену Мартіном Бубером і Ахадом Хаамом.
Твердження Роуза в «Питання Сіону» про те, що Ізраїль несе відповідальність за «деякі з найгірших жорстокостей сучасної національної держави», було піддано сумніву як таке, що не пов'язане з історичною реальністю, і натомість охарактеризовано як «моралізаторське».